# Бетховен 2
Бетховен (англ. Beethoven's 2nd) — американська кінокомедія 1993 року, продовження фільму Бетховен 1991 року, другий з дев'яти фільмів франшизи.

## Акторський склад
| Актор             | Роль               |
| ----------------- | ------------------ |
| Чарльз Гродін     | Джордж Ньютон      |
| Бонні Гант        | Еліс Ньютон        |
| Ніколь Том        | Райс Ньютон        |
| Крістофер Кастіль | Тед Ньютон         |
| Сара Роуз Карр    | Емілі Ньютон       |
| Кевін Данн        | Брілло             |
| Дебі Мейзар       | Реджина            |
| Кріс Пенн         | Флойд              |
| Ешлі Гамілтон     | Тейлор Деверю      |
| Денні Мастерсон   | Сет                |
| Морі Чайкін       | Кліфф Клемет       |
| Гізер Маккомб     | Мішель             |
| Скотт Ваара       | банкір             |
| Джефф Корі        | Гас                |
| Вірджинія Каперс  | Лінда Андерсон     |
| Том Дуган         | продавец хот-догів |